# Nakashima Kensei
Kensei Nakashima (中島 賢星 | sinh ngày 23 tháng 9 năm 1996 ở Saga, Nhật Bản) là một cầu thủ bóng đá người Nhật Bản thi đấu ở vị trí tiền vệ cho FC Gifu ở J2 League, trước đây từng đầu quân cho Yokohama F. Marinos.

## Thống kê sự nghiệp câu lạc bộ
Cập nhật đến ngày 2 tháng 1 năm 2018.
| 2015                | Yokohama F. Marinos | J1                  | 0 | 0 | 0 | 0 | 3  | 0 | 3  | 0 |
| 2016                | Yokohama F. Marinos | J1                  | 0 | 0 | 1 | 0 | 3  | 0 | 4  | 0 |
| 2017                | Yokohama F. Marinos | J1                  | 0 | 0 | 1 | 0 | 6  | 1 | 7  | 1 |
| Tổng                | Tổng                | Tổng                | 0 | 0 | 2 | 0 | 12 | 1 | 14 | 1 |
| 2017                | FC Gifu             | J2                  | 6 | 0 | 0 | 0 | -  | - | 6  | 0 |
| 2018                | FC Gifu             | J2                  | 0 | 0 | 0 | 0 | -  | - | 0  | 0 |
| Tổng                | Tổng                | Tổng                | 6 | 0 | 0 | 0 | -  | - | 6  | 0 |
| Tổng cộng sự nghiệp | Tổng cộng sự nghiệp | Tổng cộng sự nghiệp | 6 | 0 | 2 | 0 | 12 | 1 | 20 | 1 |